# Myrsine linearifolia
Myrsine linearifolia är en viveväxtart som beskrevs av Edward Yataro Hosaka. Myrsine linearifolia ingår i släktet Myrsine och familjen viveväxter. Inga underarter finns listade i Catalogue of Life.